# Gmina Krasnobród
Die Gmina Krasnobród ist eine Stadt-und-Land-Gemeinde im Powiat Zamojski der Woiwodschaft Lublin in Polen. Ihr Sitz ist die gleichnamige Stadt mit etwa 3100 Einwohnern.

## Geographie
Die Gemeinde liegt im Bergland Roztocze im Südosten der Woiwodschaft. Durch das Gemeindegebiet mit dem Landschaftsschutzpark Krasnobród fließt die Wieprz. Die Stadt Zamość liegt etwa 20 Kilometer nördlich, Lublin 90 Kilometer nordwestlich und Lemberg (Lwiw in der Ukraine) 100 Kilometer südöstlich.

## Gliederung
Die Stadt-und-Land-Gemeinde Krasnobród hat eine Fläche von 124,85 km², auf der etwa 7200 Menschen leben. Zur Gemeinde gehören die namensgebende Stadt und folgende 16 Schulzenämter (sołectwo):
Dominikanówka, Grabnik, Hucisko, Hutki, Hutków, Kaczórki, Majdan Mały, Majdan Wielki, Malewszczyzna, Nowa Wieś, Podklasztor, Potok-Senderki, Stara Huta, Szur, Wólka Husińska und Zielone.